# Epístola a Tito

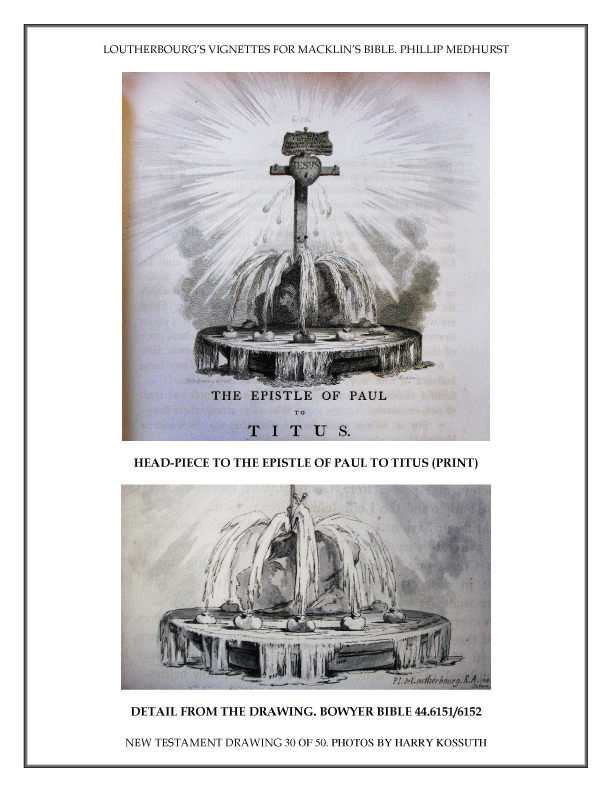
Epístola a Tito.

La Epístola a Tito o simplemente Tito (que es también su forma más común de abreviatura). es una breve carta atribuida tradicionalmente a Pablo de Tarso (aunque actualmente no se considera probable su autoría), enviada a Tito desde Nicópolis a Creta, donde el mismo Pablo lo había puesto como obispo en la Iglesia. Está incluida en el Nuevo Testamento de la Biblia y es una de las tres epístolas pastorales, junto con la primera epístola a Timoteo y la segunda epístola a Timoteo. Describe los requisitos y deberes de los presbíteros/obispos. 

## Texto
La epístola está dividida en tres capítulos con un total de 46 Versículos.

## Destinatario
No mencionado en los Hechos de los Apóstoles, San Tito fue señalado en la Gálatas (cf. Gálatas 2:1, 3), donde Pablo escribió de su viaje a Jerusalén con Bernabé, acompañado por Tito. Luego fue enviado a Corinto, Grecia, donde reconcilió con éxito a la comunidad cristiana de allí con Pablo, su fundador. Más tarde, Tito fue dejado en la isla de Creta para ayudar a organizar la Iglesia allí, y más tarde se reencontró con el apóstol Pablo en Nicópolis. Pronto se dirigió a Dalmacia (actual Croacia). Según Eusebio de Caesarea en la Historia Eclesiástica', fue el primer obispo de Creta. Fue enterrado en Cortyna (Gortyna), Creta; su cabeza fue trasladada posteriormente a Venecia durante la invasión de Creta por los sarracenos en 832 y fue consagrada en la Basílica de San Marcos, Venecia, Italia.

## Autenticidad
Según Clare Drury, la afirmación de que el propio Pablo escribió esta carta y las dirigidas a Timoteo «parece a primera vista obvia e incontrovertible. Las tres
comienzan con un saludo del apóstol y contienen notas y asideros personales», pero en realidad »las cosas no son tan sencillas: los indicios de la tardía
fecha de las cartas proliferan». Por tanto, ha habido cierto debate en torno a la autenticidad de la carta.

### Autenticidad paulina
Tito, junto con las otras dos epístolas pastorales (1 Timoteo y 2 Timoteo), es considerado por algunos estudiosos como pseudoepigráfica. Basándose en el lenguaje y el contenido de las epístolas pastorales, estos eruditos rechazan que fueran escritas por Pablo y creen que las escribió un falsificador anónimo después de su muerte. Los críticos afirman que el vocabulario y el estilo de las cartas paulinas no pudieron ser escritos por Pablo según la información biográfica disponible y reflejan las opiniones de la Iglesia emergente y no las del apóstol. Estos eruditos datan la epístola desde los años 80 de la era cristiana hasta finales del siglo II, aunque la mayoría la situaría en algún momento entre los años 80 y 100 de la era cristiana. El Common Worship Lectionary Scripture Commentary de la Iglesia de Inglaterra coincide con esta opinión: «la proporcionalidad de los temas teológicos y prácticos es un factor que nos lleva a pensar que estos escritos proceden del mundo eclesiástico postpaulino de finales del siglo I o principios del II».
Tito tiene una afinidad muy estrecha con la 1 Timoteo, compartiendo frases y expresiones similares y una temática parecida. Esto ha llevado a muchos estudiosos a creer que fue escrito por el mismo autor que escribió 1 y 2 Timoteo: a veces se hace referencia a su autor como «el Pastor».
El escritor gnóstico Basílides rechazó la epístola.

### Visión tradicional: Autenticidad paulina
Otros eruditos que sí creen que Pablo escribió Tito datan su composición de la circunstancia de que fue escrito después de la visita de Pablo a Creta (Tito 1:5).  Esta visita no pudo ser la referida en los Hechos de los Apóstoles 27:7, cuando Pablo estaba de viaje a Roma como prisionero, y donde continuó prisionero durante dos años. Así pues, la exégesis tradicional supone que, tras su liberación, Pablo navegó de Roma a Asia, pasando por Creta en el camino, y que allí dejó a Tito «para poner en orden las cosas que faltaban». De allí habría ido a Éfeso, donde dejó a Timoteo, y de Éfeso a Macedonia, donde escribió la Primera Epístola a Timoteo, y de allí, según la suscripción de esta epístola, a «Nicópolis de Macedonia», desde donde escribió a Tito, hacia el año 66 o 67.

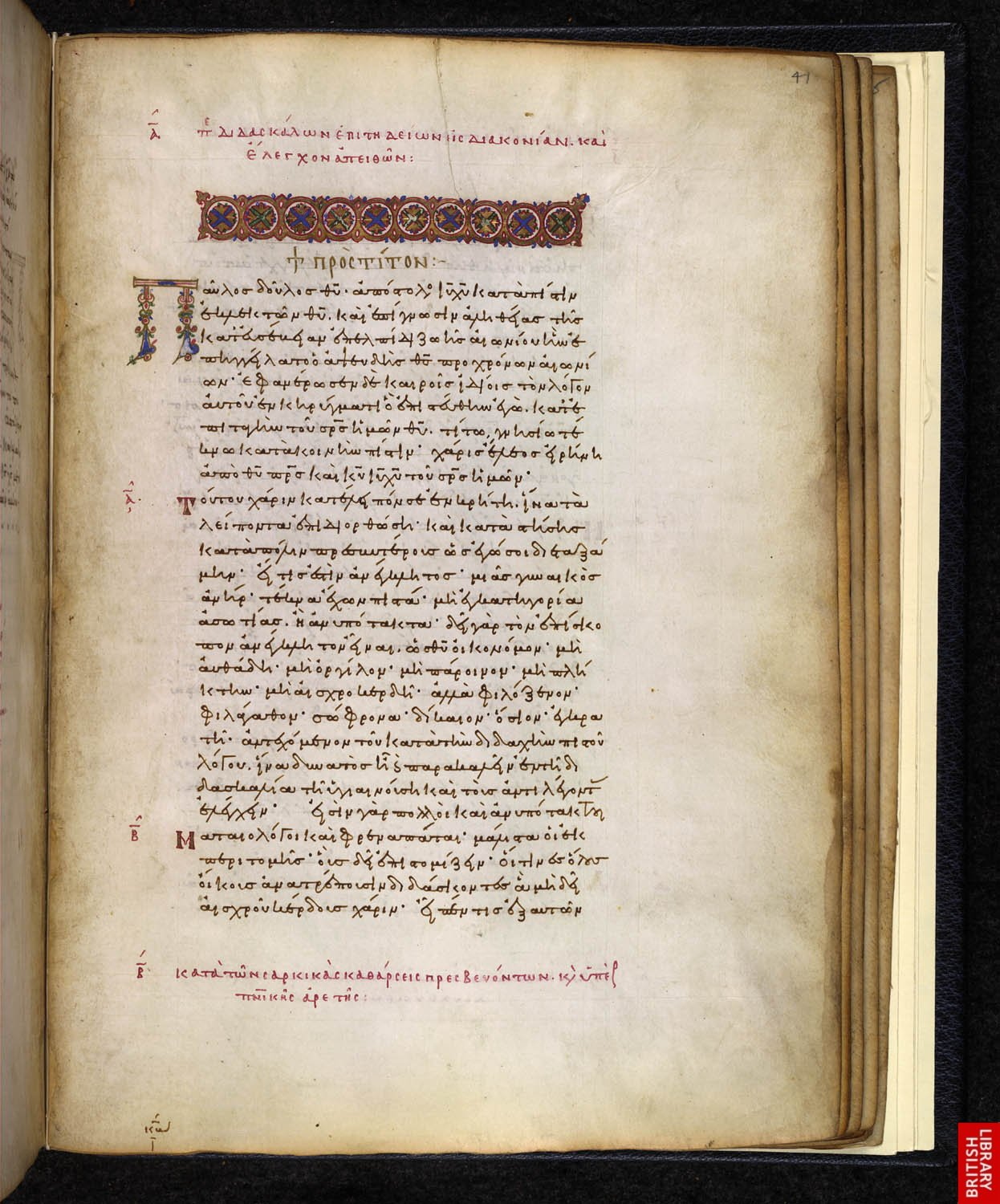
La primera página de la epístola en Minúscula 699 da su título como 'προς τιτον, 'A Tito'.

Estudiosos recientes han reavivado la teoría de que Pablo utilizó un amanuense, o secretarios, para escribir sus cartas (por ejemplo, Romanos 16:22), pero posiblemente Lucas para las pastorales.Esta era una práctica común en la escritura de cartas en la antigüedad, incluso para los escritores bíblicos.

## Paradoja de Epiménides
Una de las peculiaridades seculares de la Epístola a Tito es la referencia a la paradoja de Epiménides: «Uno de los cretenses, profeta de los suyos, dijo: 'Los cretenses son siempre mentirosos'."

## Introducción
Tito era un gentil que se había convertido al cristianismo; fue uno de los compañeros de Pablo en su trabajo misionero (Segunda de Corintios 7.6-16 ; 8.6-16-17;23; Gálatas 2.1-3 y Segunda Timoteo 4.10). Pablo  lo había dejado en la isla de Creta para que organizara y dirigiera las iglesias de allí (Tito 1.5).
En la epístola a Tito, el apóstol habla acerca de los deberes y la manera de actuar de los dirigentes de las iglesias; habla también acerca de las responsabilidades del mismo Tito en sus relaciones con los varios grupos de personas de las iglesias.
El apóstol recomienda que use su autoridad para bien del pueblo de Dios y que su manera de actuar sea tan recta que sirva de ejemplo para todos (Tito 2.7). Dice que la vida cristiana es posible por la bondad y el amor de Dios; el cual "nos salvó no por obras de justicia que nosotros hubiésemos hecho sino por su misericordia" (Tito 3.5).

## Contenido

### Saludo
Este escrito comparte un propósito similar a las cartas de Pablo a Timoteo: asistir a los líderes de la Iglesia en su labor de guiar y estructurar las comunidades cristianas. Pablo ofrece instrucciones específicas sobre cómo organizar la comunidad (1:5-16) y detalla el comportamiento adecuado para los diversos roles dentro de ella (2:1-3:11). El saludo inicial de la carta es notablemente extenso y solemne en comparación con otros escritos pastorales, subrayando el rol de Pablo como apóstol y la relevancia de su misión de predicar el Evangelio.
Después de los saludos (1.1-4) Pablo trata 3 asuntos importantes:
1: el carácter y las responsabilidades de los líderes de las iglesias (1.5-16)
Pablo encarga a Tito organizar la comunidad de Creta mediante una estructura jerárquica y defenderla de falsas doctrinas que estaban surgiendo. Pablo exhorta a que los ministros sean ejemplo de santidad para sus comunidades, similar a lo señalado en 1 Timoteo 3,2-7. En las Cartas Pastorales, aún no están completamente definidos los títulos y funciones de los diferentes roles jerárquicos de la Iglesia. Aquí, los términos «presbíteros» (presbyteroi) y «obispos» (epískopoi) parecen referirse al mismo grupo: los líderes de cada comunidad cristiana. El término «presbítero» destaca su experiencia y dignidad (significa "anciano"), mientras que «obispo» enfatiza su función de vigilancia sobre los fieles. Se resaltan cuatro aspectos clave para estos líderes: una conducta intachable, una familia ejemplar, un carácter justo y acogedor, y una sólida formación doctrinal.
Son cualidades por las que la Iglesia vela. Los pastores deben «estar llenos de toda clase de bienes espirituales y dar a todos un testimonio vivo de Dios»
2: los consejos que Tito, de acuerdo con la verdadera doctrina del evangelio (2.1), debe dar a los grupos de iglesia (2.2-10)
Las recomendaciones de Pablo en esta carta se asemejan a otros textos en los que se presenta a la Iglesia como la familia de Dios, integrada por miembros con distintas funciones. Ante la conducta hipócrita de aquellos que contradicen su fe con sus acciones, Pablo insta a Tito a enseñar un estilo de vida auténtico y coherente con la fe cristiana. La ética cristiana, según Pablo, no es un conjunto de normas sin conexión con la fe, sino una consecuencia directa de la «sana doctrina», reflejo de la verdad confesada.

«Existe un vínculo entre la pureza del corazón, la del cuerpo y la de la fe: Los fieles deben creer los artículos del Símbolo “para que, creyendo, obedezcan a Dios; obedeciéndole, vivan bien; viviendo bien, purifiquen su corazón; y purificando su corazón, comprendan lo que creen.

La fe cristiana reclama un esfuerzo perseverante por mantener una conducta intachable, no sólo por coherencia con lo que se cree, sino también para ofrecer a todos el testimonio atractivo y creíble de una vida limpia. 

Así, viviendo cristianamente entre nuestros iguales, de una manera ordinaria pero coherente con nuestra fe, seremos Cristo presente entre los hombres

3: cómo deben comportarse los cristianos en medio de un pueblo pagano e inmoral (3.1-11)
Al final de la carta se trata de asuntos personales (3.12.14) y manda saludos a Tito y a otros cristianos en Creta.

## Mensaje
- Conducta cristiana: en todo tiempo y lugar sin avergonzarse del evangelio. Los líderes deben comportarse con responsabilidad para dar el ejemplo.
- Doctrina cristiana: las falsas doctrinas son un peligro y la iglesia tiene la responsabilidad de trasmitir las verdades del evangelio de Cristo.
- Certeza cristiana: somos salvos no por nuestros propios esfuerzos humanos sino por la gracia de Dios.

## Fecha y lugar
Lo único que se puede decir es que esta carta fue escrita antes de la segunda carta a Timoteo.
Pablo no dice exactamente dónde estaba cuando se escribió la carta; al parecer no estaba preso. Menciona sus planes de ir a Nicópolis para pasar el invierno.